# Cestrum foliosum
Cestrum foliosum är en potatisväxtart som beskrevs av Francey. Cestrum foliosum ingår i släktet Cestrum och familjen potatisväxter. Inga underarter finns listade i Catalogue of Life.